# Босна и Херцеговина на Европском првенству у атлетици на отвореном 2016.
Босна и Херцеговина је учествовала на 23. Европском првенству 2016. одржаном у Амстердаму, (Холандија), од 6. до 10. јулa. Репрезентацију Босне и Херцеговина у њеном осмом учешћу на европским првенствима на отвореном представљало je 5 атлетичара који су се такмичили у три дисциплине.
Представници Босне и Херцеговине нису освојили ниједну медаљу нити су оборили неки рекорд.
У табели успешности (према броју и пласману такмичара који су учествовали у финалним такмичењима (првих 8 такмичара)) Босна и Херцеговина је са једни учесником у финалу заузела 26 место са 5 бодова, од 38 земаља које су имале представнике у финалу.
| Пл. | Земља               | 1. место | 2. место | 3. место | 4. место | 5. место | 6. место | 7. место | 8. место | Бр. фин. Бод. |
| --- | ------------------- | -------- | -------- | -------- | -------- | -------- | -------- | -------- | -------- | ------------- |
| 30. | Босна и Херцеговина | -        | -        | -        | 1 - 5    | -        | -        | -        | –        | 1 - 5         |

## Учесници
Мушкарци:
- Амел Тука — 800 м
- Кемал Мешић — Бацање кугле
- Хамза Алић — Бацање кугле
- Месуд Пезер — Бацање кугле
- Милеуснић Дејан — Бацање копља

## Резултати

### Мушкарци
| Атлетичар       | Дисциплина   | Лични рекорд | Квалификације | Квалификације | Полуфинале       | Полуфинале   | Финале           | Финале       | Детаљи |
| Атлетичар       | Дисциплина   | Лични рекорд | Резултат      | Место         | Резултат         | Место        | Резултат         | Место        | Детаљи |
| --------------- | ------------ | ------------ | ------------- | ------------- | ---------------- | ------------ | ---------------- | ------------ | ------ |
| Амел Тука       | 800 м        | 1:42,51 НР   | 1:46,94 КВ    | 2. у гр. 3    | 1:47,16 КВ       | 2. у гр. 2   | 1:45.74          | 4. / 29,30   |        |
| Кемал Мешић     | бацање кугле | 20,74        | Без резултата | Без резултата |                  |              | Није се пласирао | Без пласмана |        |
| Хамза Алић      | бацање кугле | 20,73        | 19,61         | 6. у гр. А    | 13/29            |              | Није се пласирао |              |        |
| Месуд Пезер     | бацање кугле | 20,58        | 19,72 кв      | 7. у гр. Б    | 19,49            | 12. / 29     |                  |              |        |
| Дејан Милеуснић | бацање копља | 81,63 НР     | 75,00         | 12. у гр. Б   | Није се пласирао | 25. /31 (32) |                  |              |        |